# 平井 (三木市)
平井（ひらい）は、兵庫県三木市にある大字。郵便番号は673-0421。

## 地理

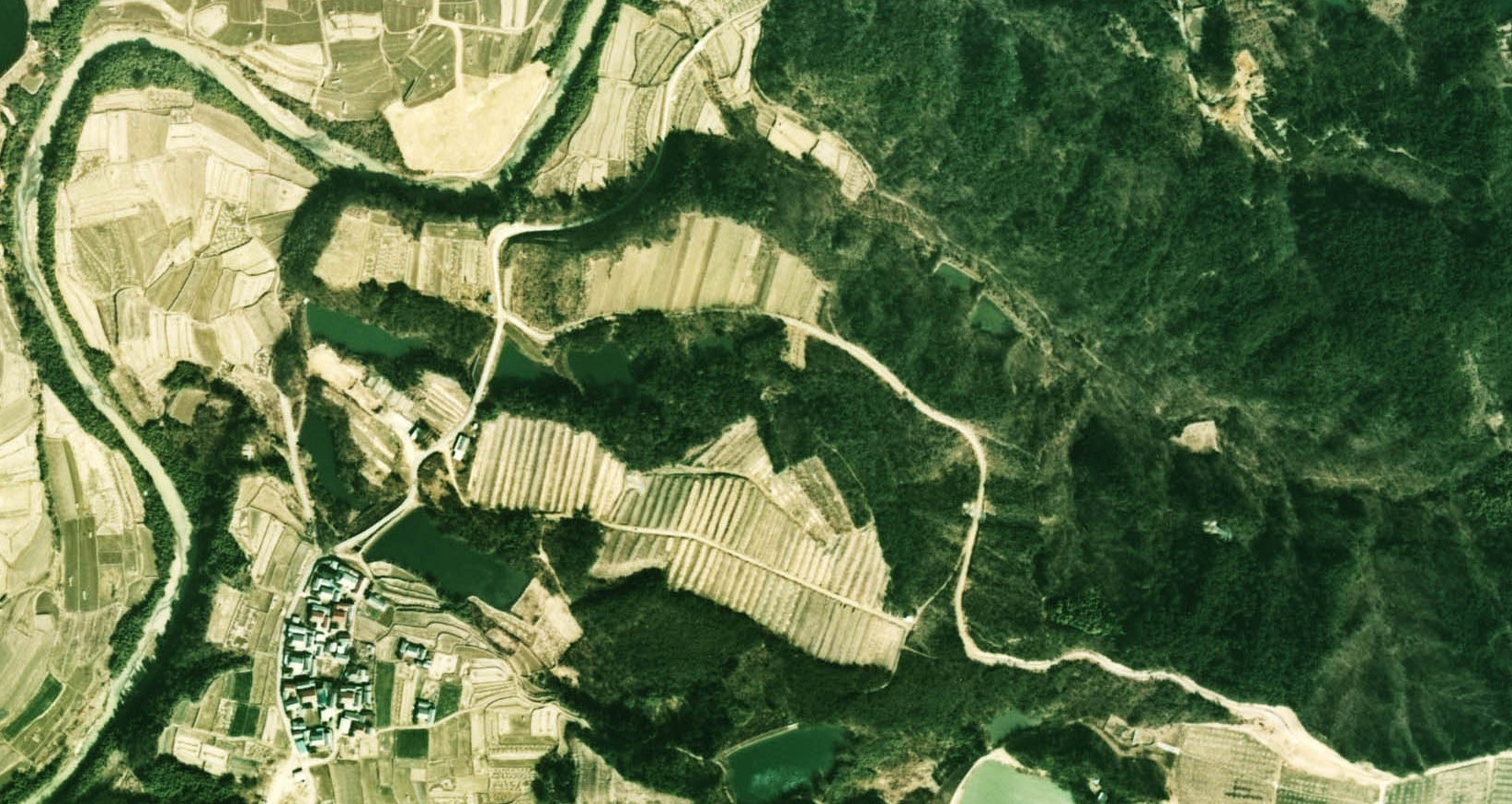
平井の街並み（1974年度）

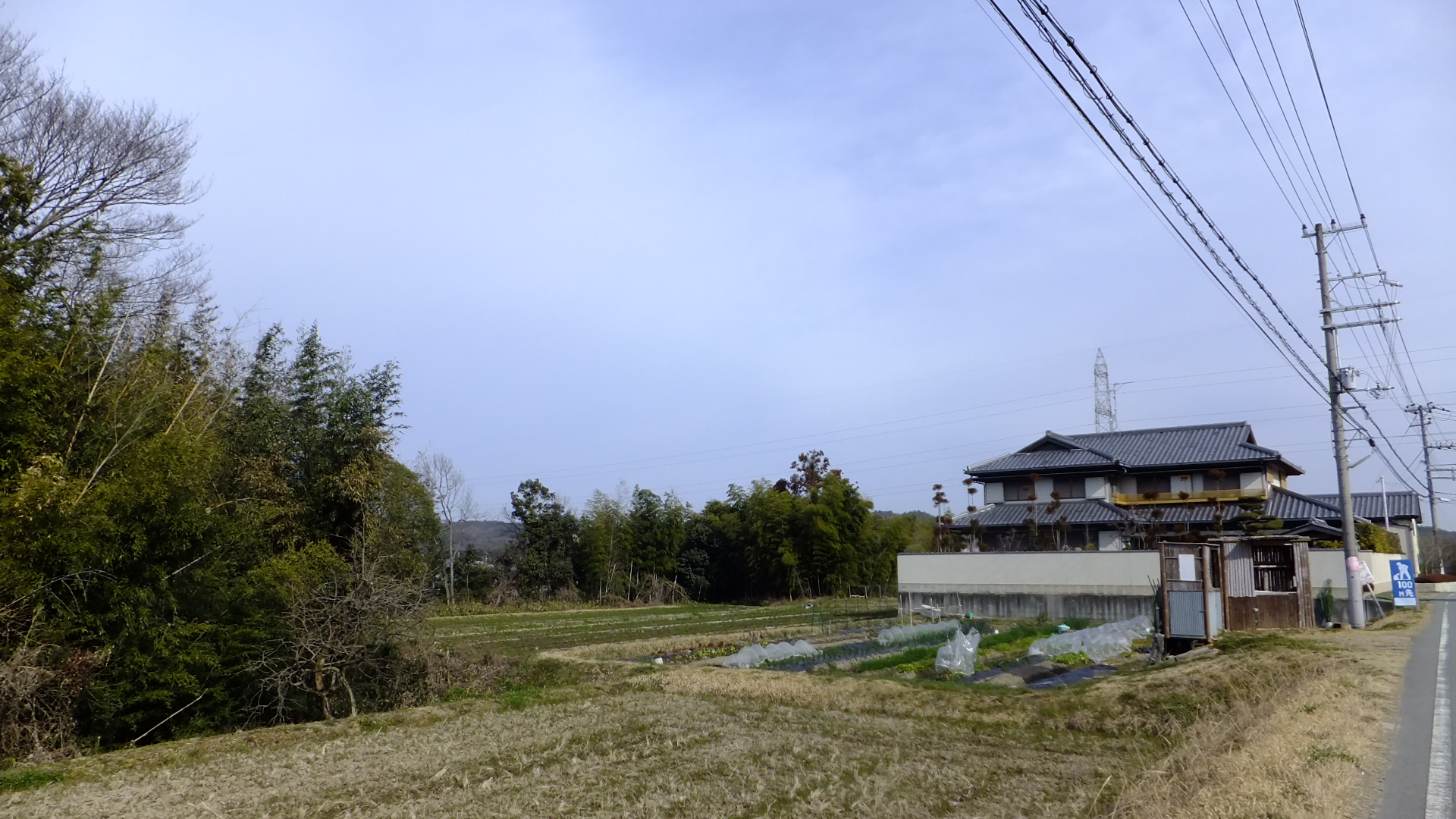
平井の街並み

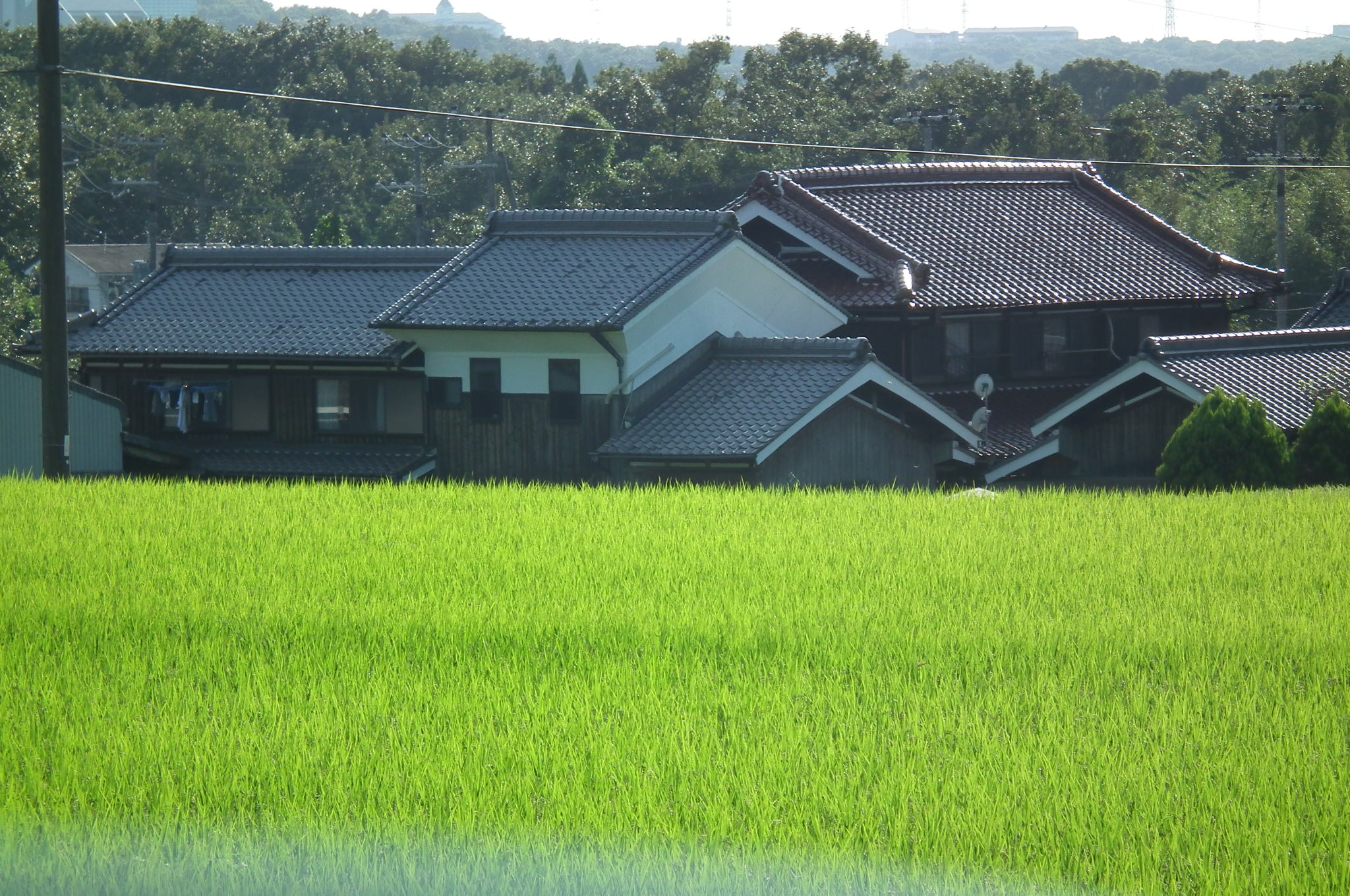
平井にある農業地帯

- 美嚢川中流左岸と志染川の下流に挟まれた山間部に位置し、三木平井山観光ぶどう園を中心に田畑が広がる農業地帯である。三木合戦の時に三万人の兵士を駐在させた場所であり、竹中重治の墓・羽柴秀吉によって焼かれた長福寺跡などの戦国時代の遺構がある。由来は高地性集落地のことを「平居」と付け、後に「平井」と名称が変更されたことから現在の地内となり、古くから呼ばれているが、「牧野」から転じたとも言われている。播磨国風土記によらば、「牧野の里」の比定地と呼ばれている。[1][2][3][4][5]東側は細川町細川中・西側は久留美・南側は与呂木、志染町安福田・北側は細川町西と接する。

## 歴史
- 1951年3月15日 - 三木町に編入され、三木町大字平井になる。
- 1954年6月1日 - 三木市を新設し、三木市平井になる。
- 2006年 - 功名が辻が放映され、当地がロケ地となり、観光客が大勢訪れた。

### 字域の変遷
| 実施前                 | 実施年        | 実施後               |
| ---------------------- | ------------- | -------------------- |
| 美嚢郡久留美村大字平井 | 1951年3月15日 | 美嚢郡三木町大字平井 |
| 美嚢郡三木町大字平井   | 1954年6月1日  | 三木市平井           |

## 施設
戦国時代の遺構がある。
- 竹中重治の墓[5]
- 三木平井山観光ぶどう園
- 平井山本陣跡[5]
- 平井公民館

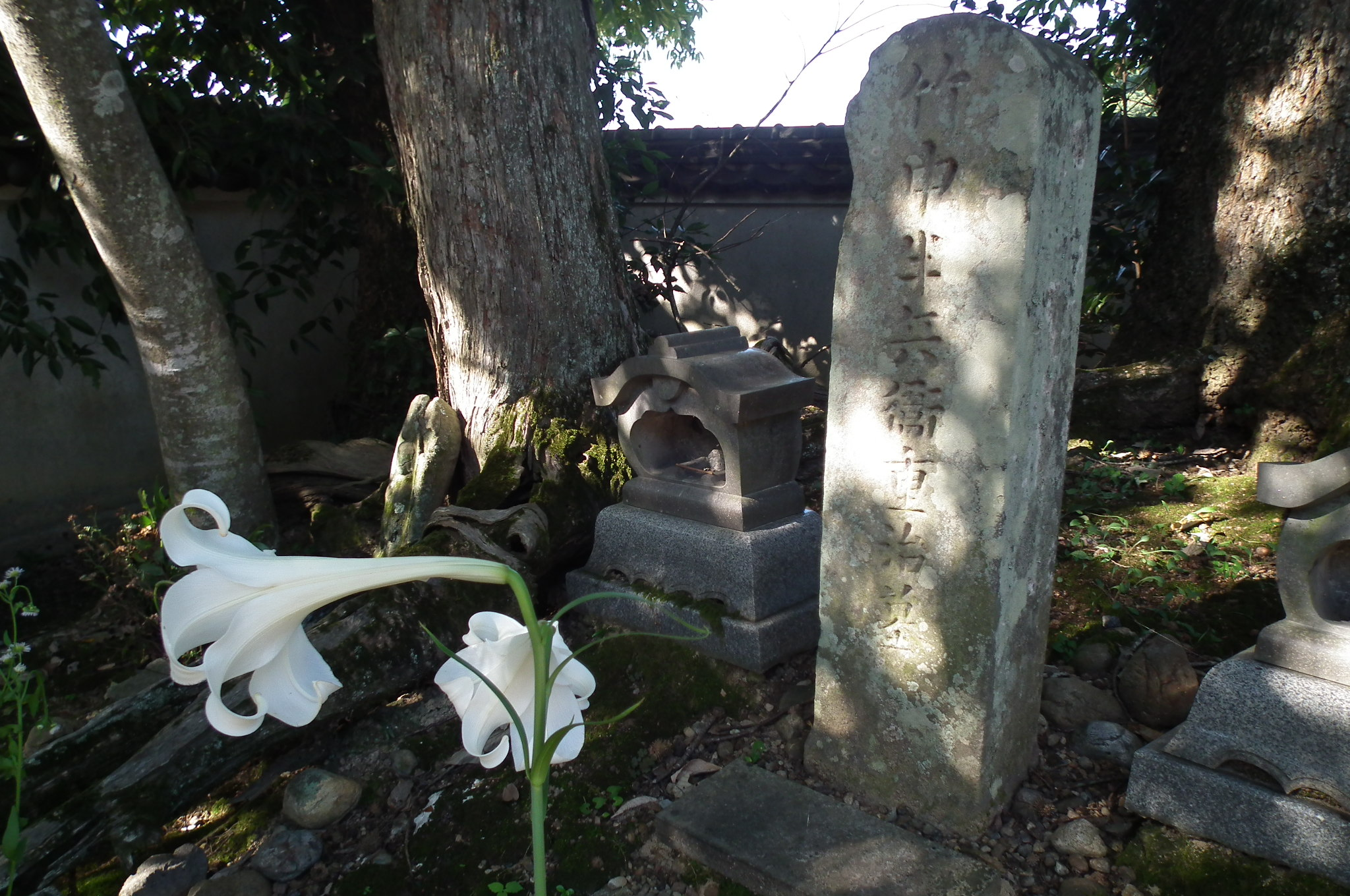
竹中重治の墓
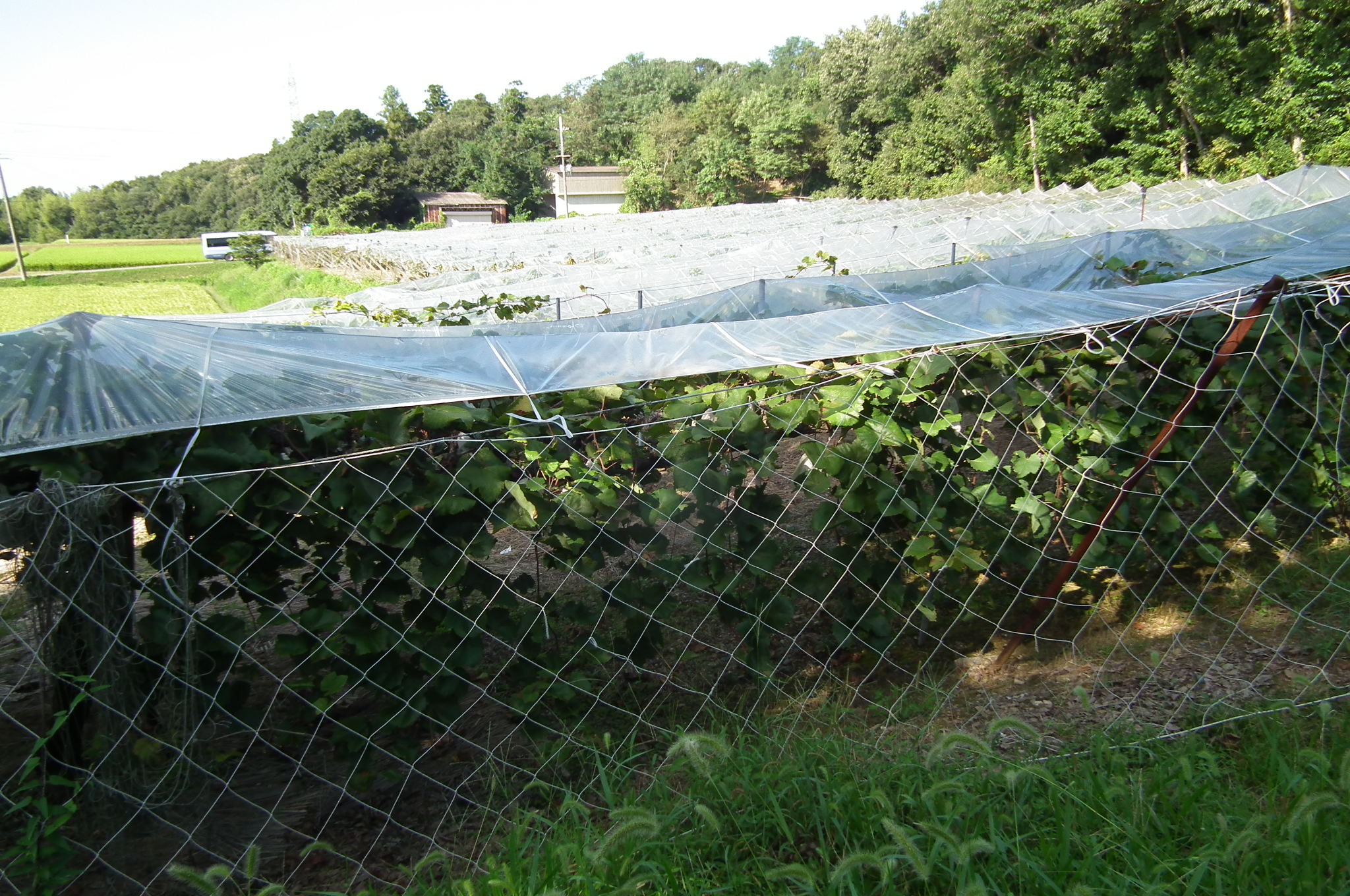
三木平井山観光ぶどう園
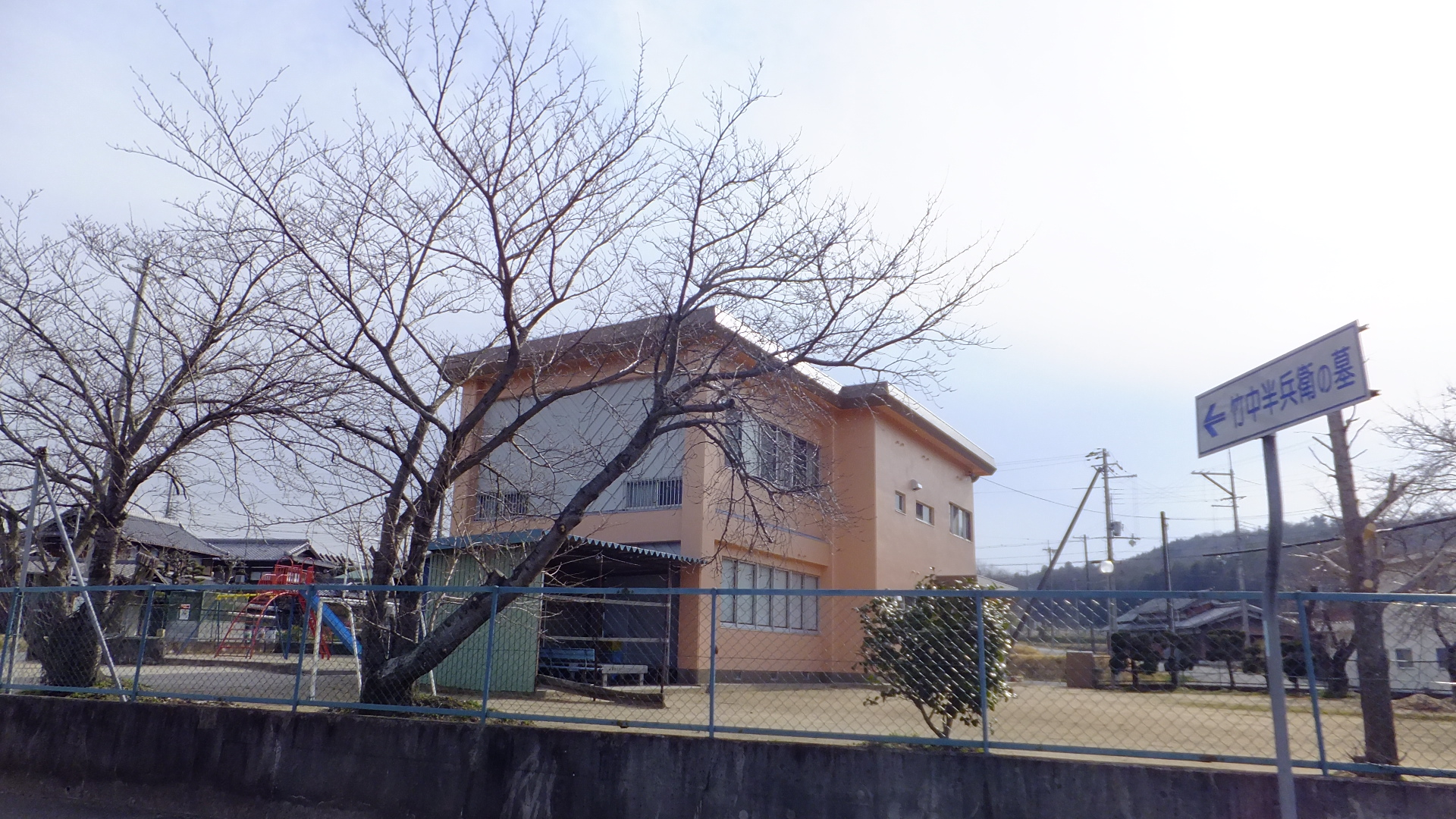
平井公民館

## 小・中学校の学区
| 大字 | 番地 | 小学校             | 中学校             |
| ---- | ---- | ------------------ | ------------------ |
| 平井 | 全域 | 三木市立三木小学校 | 三木市立三木中学校 |

## 交通

### 鉄道
地内には鉄道は走っていない。

### バス
- みっきぃバス

### 道路
- 山陽自動車道（通過のみ）

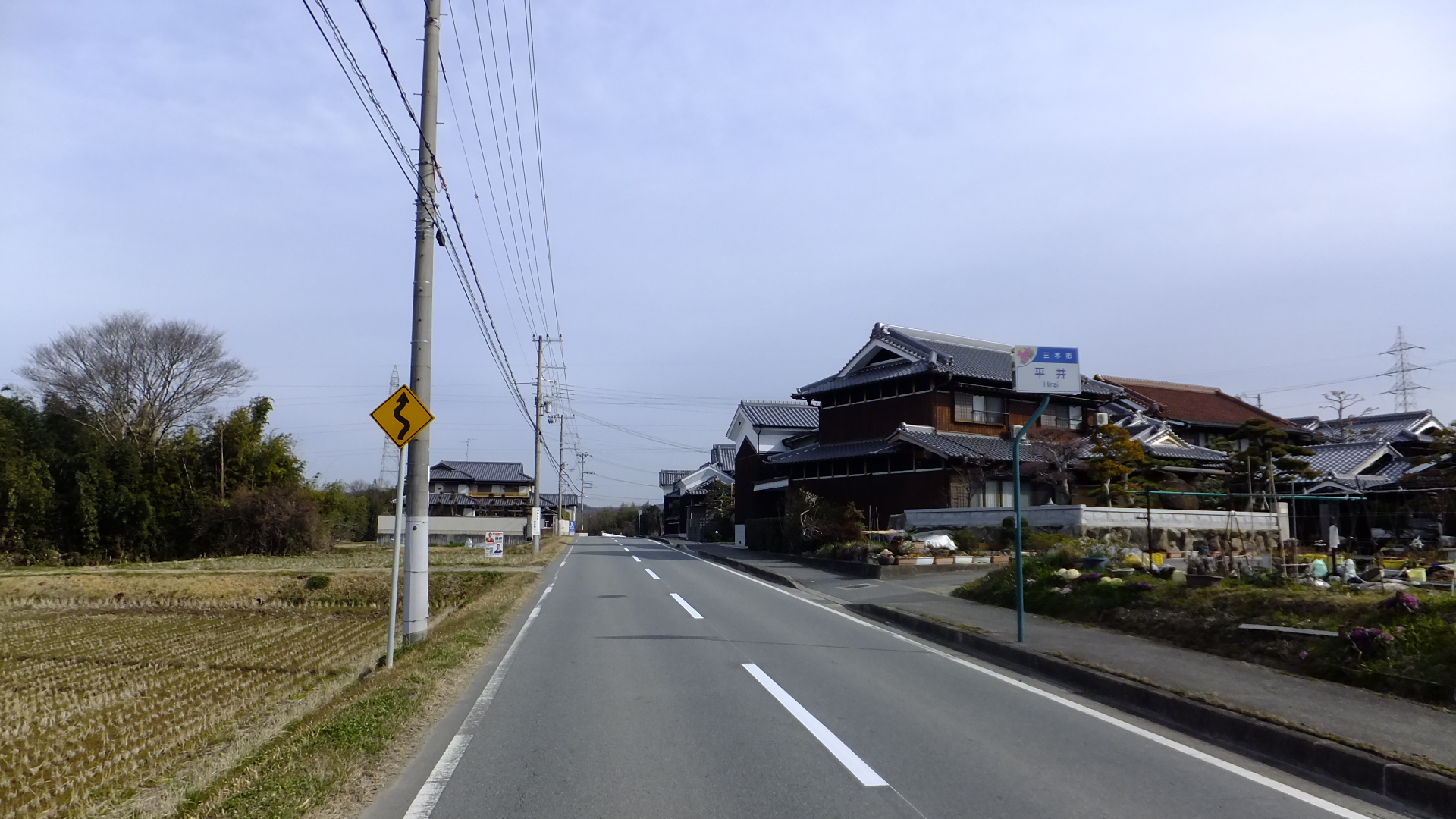
兵庫県道513号三木環状線

- 兵庫県道513号三木環状線